# Lista de sínodos da Igreja Presbiteriana do Brasil

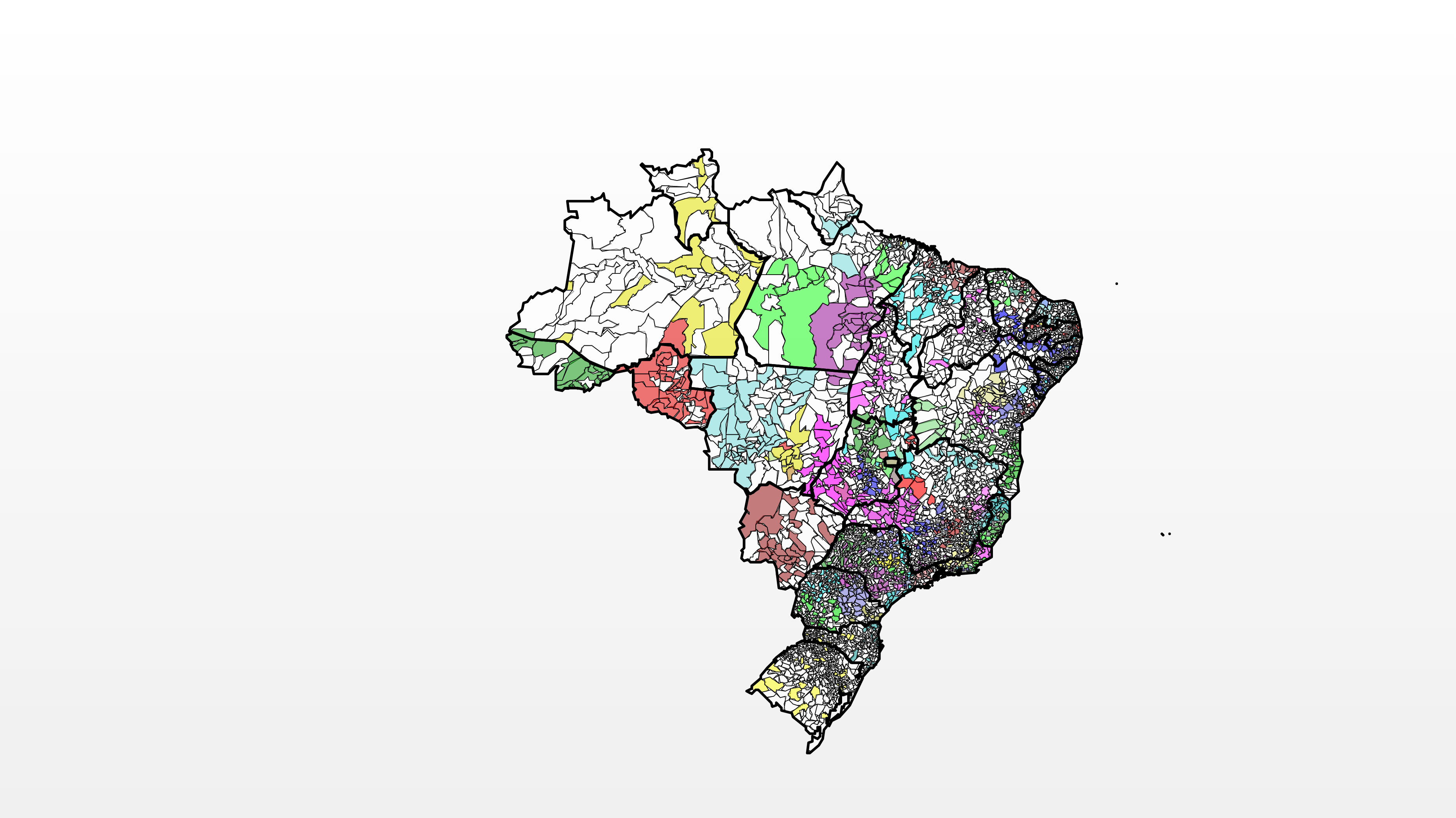
Mapa de Presbitérios da Igreja Presbiteriana do Brasil.

Esta lista contém todos os 94 sínodos da Igreja Presbiteriana do Brasil, a partir de abril de 2025.
A divisão segue a mesma sequência que a adotada pela IPB:

## Região Norte
7 (sete) Sínodos estão localizados na Região Norte do Brasil:
| Nome do Sínodo            | Sigla | Localidades             |
| ------------------------- | ----- | ----------------------- |
| Sínodo Acre               | SAC   | Acre                    |
| Sínodo Carajás            | SCJ   | Pará                    |
| Sínodo Noroeste do Brasil | SNB   | Rondônia                |
| Sínodo Marco Zero         | SMZ   | Amapá, Pará             |
| Sínodo Setentrional       | SST   | Amazonas, Pará, Roraima |
| Sínodo Tocantins          | STO   | Tocantins               |
| Sínodo Tropical           | STP   | Pará                    |

## Região Nordeste
21 (vinte e um) Sínodos estão localizados na Região Nordeste do Brasil:
| Nome do Sínodo                     | Sigla | Localidades            |
| ---------------------------------- | ----- | ---------------------- |
| Sínodo Agreste - Sul de Pernambuco | SAP   | Pernambuco             |
| Sínodo Bahia                       | SBA   | Bahia                  |
| Sínodo Ceará                       | SDC   | Ceará                  |
| Sínodo Cearense Interiorano        | SCI   | Ceará                  |
| Sínodo Central Bahia               | SCH   | Bahia                  |
| Sínodo Central Pernambucano        | SCB   | Pernambuco e Alagoas   |
| Sínodo Extremo Sul da Bahia        | SEB   | Bahia                  |
| Sínodo Garanhuns                   | SGA   | Pernambuco             |
| Sínodo Maranhão                    | SMA   | Maranhão               |
| Sínodo Centro Sul do Maranhão      | SCM   | Maranhão               |
| Sínodo Norte do Ceará              | SNC   | Ceará                  |
| Sínodo Noroeste da Bahia           | SCH   | Bahia                  |
| Sínodo Chapada Diamantina          | SCD   | Bahia                  |
| Sínodo Oeste da Bahia              | SOB   | Bahia                  |
| Sínodo Paraíba                     | SPB   | Paraíba                |
| Sínodo Pernambuco                  | SPE   | Pernambuco             |
| Sínodo Piauí                       | SIP   | Piauí                  |
| Sínodo Rio Grande do Norte         | SRN   | Rio Grande do Norte    |
| Sínodo Sergipe                     | SSE   | Sergipe e Alagoas      |
| Sínodo Sesquicentenário            | SSC   | Pernambuco e e Alagoas |
| Sínodo Sul da Bahia                | SIB   | Bahia                  |

## Região Sul
8 (oito) Sínodos estão localizados na Região Sul do Brasil:
| Nome do Sínodo                   | Sigla | Localidades                       |
| -------------------------------- | ----- | --------------------------------- |
| Sínodo Curitiba                  | SCT   | Paraná                            |
| Sínodo Florianópolis             | SFL   | Santa Catarina                    |
| Sínodo Integração Catarinense    | SIC   | Santa Catarina                    |
| Sínodo Meridional                | SMD   | Paraná                            |
| Sínodo Metropolitano de Londrina | SML   | Paraná                            |
| Sínodo Norte do Paraná           | SNP   | Paraná                            |
| Sínodo Sul do Brasil             | SSB   | Rio Grande do Sul, Santa Catarina |
| Sínodo Vale do Tibagi            | SVT   | Paraná                            |

## Região Sudeste
45 (quarenta e cinco) Sínodos estão localizados na Região Sudeste do Brasil:
| Nome do Sínodo                         | Sigla | Localidades                    |
| -------------------------------------- | ----- | ------------------------------ |
| Sínodo Alto Paranaíba                  | SAL   | Minas Gerais                   |
| Sínodo Baixada Fluminense              | SBF   | Rio de Janeiro                 |
| Sínodo Bauru                           | SBR   | São Paulo                      |
| Sínodo Belo Horizonte                  | SBH   | Minas Gerais                   |
| Sínodo Campinas                        | SCP   | São Paulo                      |
| Sínodo Carioca                         | SCR   | Rio de Janeiro                 |
| Sínodo Central Espiritossantense       | SCE   | Espírito Santo                 |
| Sínodo Costa do Sol                    | SCS   | Rio de Janeiro                 |
| Sínodo Duque de Caxias                 | SCX   | Rio de Janeiro                 |
| Sínodo Espírito Santo-Rio              | SER   | Espírito Santo, Rio de Janeiro |
| Sínodo Grande ABC                      | SAB   | São Paulo                      |
| Sínodo Guanabara                       | SGB   | Rio de Janeiro                 |
| Sínodo Leste de Minas                  | SLM   | Minas Gerais                   |
| Sínodo Leste de São Paulo              | SLP   | São Paulo                      |
| Sínodo Leste Fluminense                | SLF   | Rio de Janeiro                 |
| Sínodo Limeira                         | SLA   | São Paulo                      |
| Sínodo Litoral Paulista                | SLI   | São Paulo                      |
| Sínodo Metropolitano de Belo Horizonte | SMB   | Minas Gerais                   |
| Sínodo Minas-Espírito Santo            | SME   | Espírito Santo, Minas Gerais   |
| Sínodo Mojiana                         | SIM   | Minas Gerais, São Paulo        |
| Sínodo Norte de Minas                  | SNM   | Minas Gerais                   |
| Sínodo Norte Fluminense                | SNF   | Rio de Janeiro                 |
| Sínodo Norte Paulistano                | SPN   | São Paulo                      |
| Sínodo Nova Iguaçu                     | SNI   | Rio de Janeiro                 |
| Sínodo Oeste de Belo Horizonte         | SOH   | Minas Gerais                   |
| Sínodo Oeste de Minas                  | SOM   | Minas Gerais                   |
| Sínodo Oeste Fluminense                | SOF   | Rio de Janeiro                 |
| Sínodo Oeste do Rio de Janeiro         | SOR   | Rio de Janeiro                 |
| Sínodo Oeste de São Paulo              | SOP   | São Paulo                      |
| Sínodo Pampulha                        | SPA   | Minas Gerais                   |
| Sínodo Paulistano                      | SPL   | São Paulo                      |
| Sínodo Piratininga                     | SPI   | São Paulo                      |
| Sínodo Rio de Janeiro                  | SRJ   | Rio de Janeiro                 |
| Sínodo Rio Doce                        | SRD   | Minas Gerais                   |
| Sínodo São Paulo                       | SSP   | São Paulo                      |
| Sínodo Serrano Fluminense              | SRF   | Rio de Janeiro                 |
| Sínodo Sorocaba                        | SSR   | São Paulo                      |
| Sínodo Sudoeste Paulista               | SDP   | São Paulo                      |
| Sínodo Sul de Minas                    | SSM   | Minas Gerais                   |
| Sínodo Sul Fluminense                  | SSF   | Rio de Janeiro                 |
| Sínodo Triângulo Mineiro               | STM   | Goiás, Minas Gerais            |
| Sínodo Unido                           | SUN   | São Paulo                      |
| Sínodo Vale do Aço                     | SVA   | Minas Gerais                   |
| Sínodo Vale do Paraíba                 | SVP   | São Paulo                      |
| Sínodo Zona da Mata Mineira            | SZM   | Minas Gerais                   |

## Região Centro Oeste
13 (treze) Sínodos estão localizados na Região Centro-Oeste do Brasil:
| Nome do Sínodo                  | Sigla | Localidades                                      |
| ------------------------------- | ----- | ------------------------------------------------ |
| Sínodo Anápolis                 | SAN   | Goiás                                            |
| Sínodo Araguaia Tocantins       | SAT   | Goiás, Tocantins                                 |
| Sínodo Bandeirantes de Brasília | SBB   | Distrito Federal                                 |
| Sínodo Brasília                 | SBS   | Distrito Federal, Goiás, Minas Gerais, Tocantins |
| Sínodo Brasil Central           | SBC   | Goiás                                            |
| Sínodo Central Brasília         | SBL   | Distrito Federal, Minas Gerais                   |
| Sínodo Centro América           | SCA   | Mato Grosso                                      |
| Sínodo de Mato Grosso           | SDM   | Mato Grosso                                      |
| Sínodo Mato Grosso do Sul       | SMS   | Mato Grosso do Sul                               |
| Sínodo Matogrossense            | SMT   | Mato Grosso                                      |
| Sínodo Planalto                 | SPL   | Distrito Federal, Goiás                          |
| Sínodo Sudoeste de Goiás        | SSG   | Goiás                                            |
| Sínodo Taguatinga               | STG   | Distrito Federal, Goiás                          |

1. ↑  «Ata da Quarta Sessão Regular da Reunião Ordinária da Comissão Executiva do Supremo Concílio da Igreja Presbiteriana do Brasil - 2025». 11 de abril de 2025. Consultado em 11 de abril de 2025
2. ↑  «Ata da Segunda Sessão Regular da Reunião Ordinária da Comissão Executiva do Supremo Concílio da Igreja Presbiteriana do Brasil - 2024». 17 de abril de 2024. pp. 37–41. Consultado em 17 de abril de 2024
3. ↑  «Ata da Primeira Sessão Regular da Reunião Ordinária da Comissão Executiva do Supremo Concílio da Igreja Presbiteriana do Brasil - 2022». 14 de abril de 2022. Consultado em 28 de abril de 2022
4. ↑  «Relatório da Tesouraria da Igreja Presbiteriana do Brasil» (PDF). 2018. Consultado em 9 de maio de 2019. Cópia arquivada (PDF) em 4 de maio de 2019
5. ↑  «Ata da Primeira Sessão Regular da Reunião Ordinária da Comissão Executiva do Supremo Concílio da Igreja Presbiteriana do Brasil - 2021» (PDF). 8 de junho de 2021. Consultado em 17 de julho de 2021
6. ↑  «Relatório da Tesouraria da Igreja Presbiteriana do Brasil» (PDF). 2020. Consultado em 17 de julho de 2021